# Inside Your Heaven
"Inside Your Heaven" – utwór napisany przez Andreasa Carlssona, Pelle Nylén i Savana Kotecha, a wyprodukowany przez Desmonda Childa. Dwie wersje piosenki zostały zrealizowane jako single w 2005 roku: przez Carrie Underwood, która wygrała 4. edycję amerykańskiego "Idola" oraz artystę Bo Bice, który w tym samym programie zdobył drugie miejsce. Wersja Carrie Underwood ujrzała światło dzienne 14 czerwca 2005 roku.